# Verbund AG
Die Verbund AG (Schreibweise laut Firmenbuch VERBUND AG; früher als Verbundgesellschaft bzw. Österreichische Elektrizitätswirtschafts-AG bezeichnet, im allgemeinen Sprachgebrauch Verbund-Konzern genannt) ist Österreichs größtes Elektrizitätsversorgungsunternehmen. Die Verbund AG deckt über 40 Prozent des österreichischen Strombedarfs und gewinnt 90 Prozent ihrer Erzeugung aus Wasserkraft. Zudem besitzt und betreibt der Konzern über das hundertprozentige Tochterunternehmen Austrian Power Grid (APG) das überregionale Stromnetz in Österreich.

## Geschichte

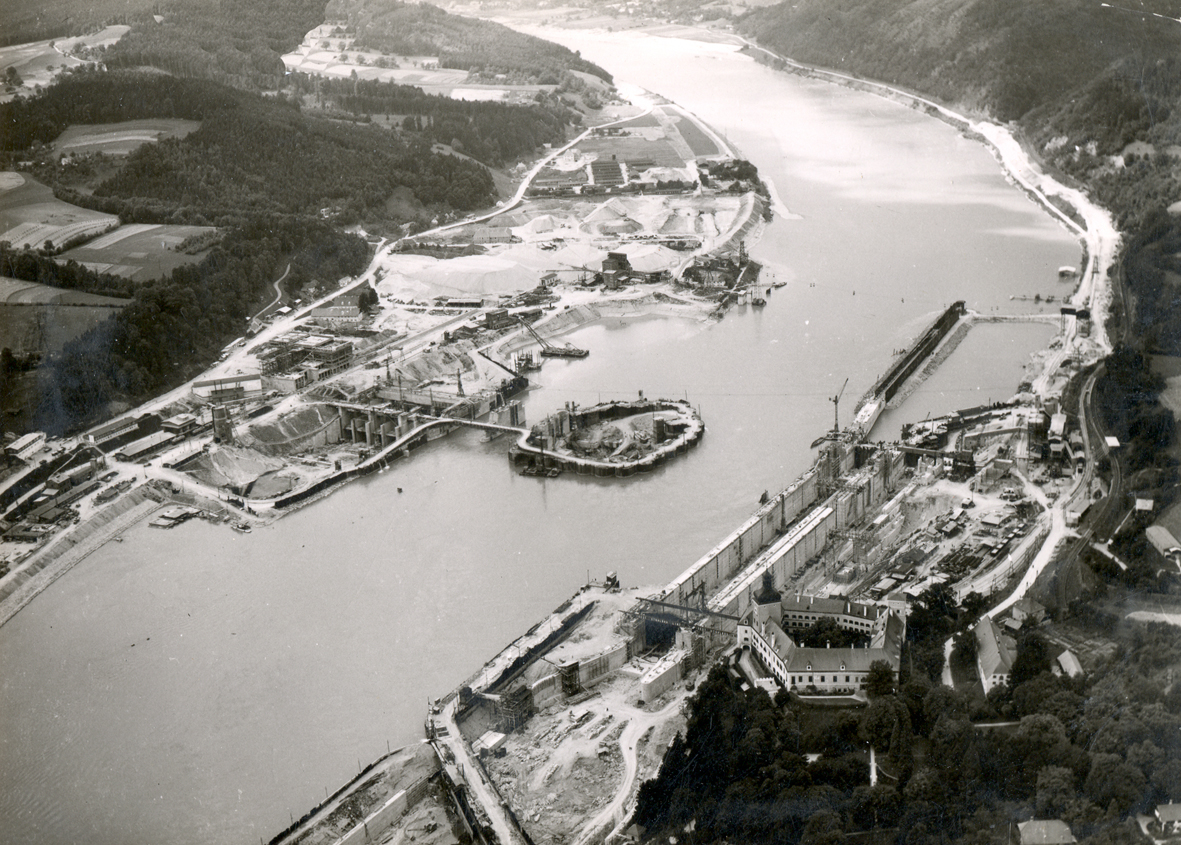
Errichtung des Donaukraftwerks Ybbs-Persenbeug, 1956

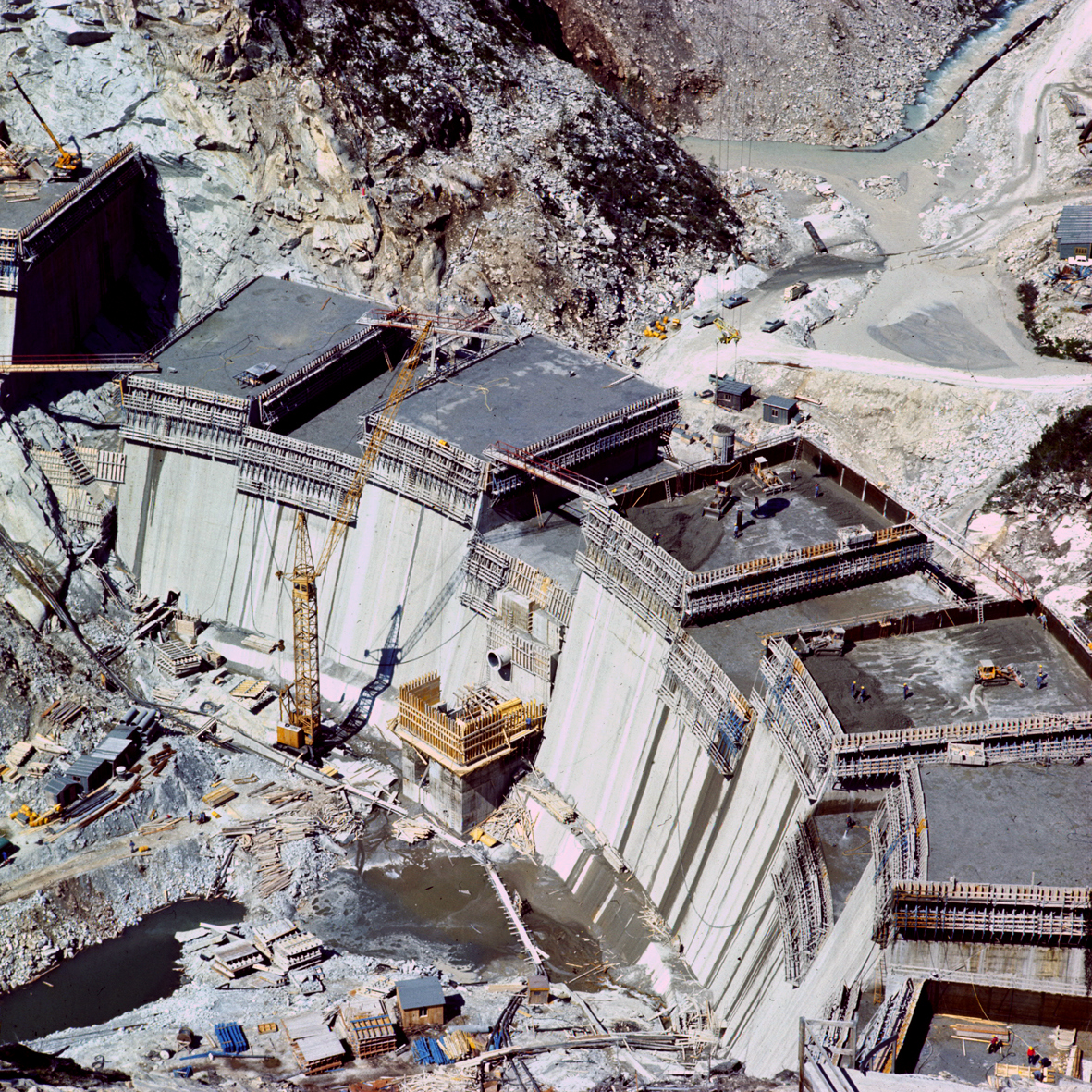
Errichtung des Speicherkraftwerks Malta, 1975

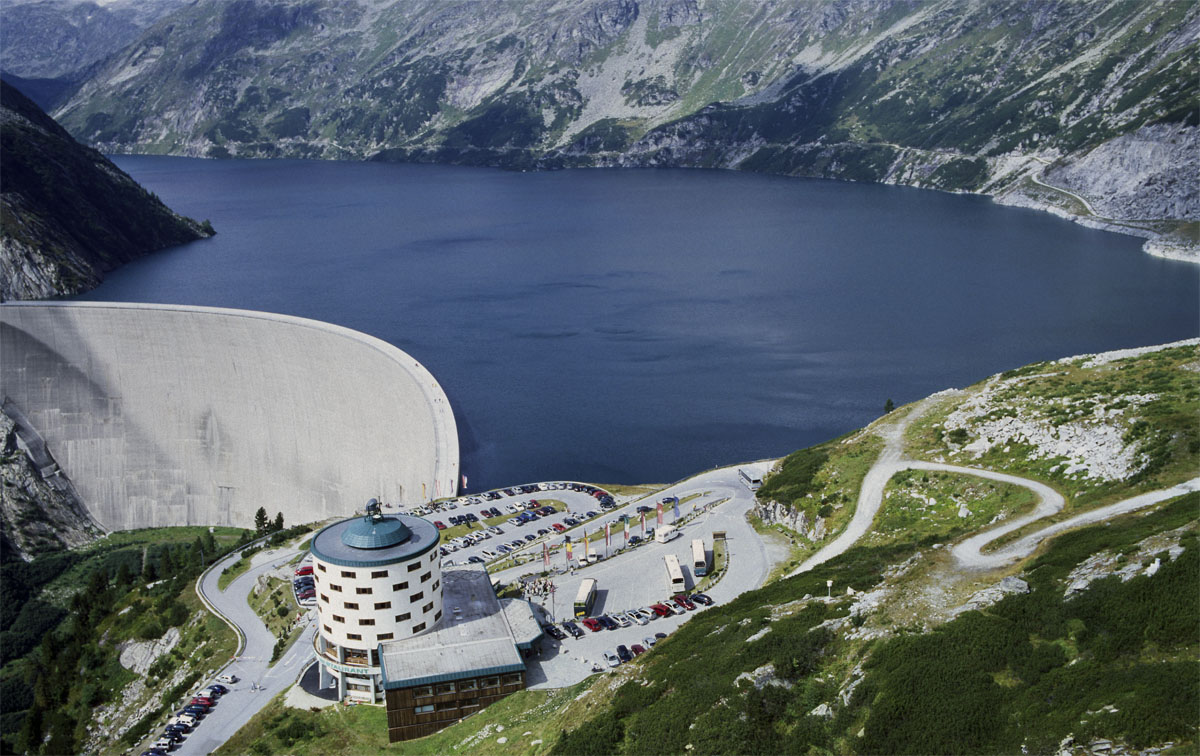
Jahresspeicher Malta

Die Verbund AG wurde 1947 als Österreichische Elektrizitätswirtschafts-Aktiengesellschaft, als Nachfolgekonzern der Alpen-Elektrowerke, aufgrund des 2. Verstaatlichungsgesetzes gegründet. Vordringliche Aufgabe des Unternehmens in den Nachkriegsjahren waren Planung, Bau und Betrieb von Großkraftwerken sowie der Betrieb des überregionalen Stromnetzes (welches allgemein auch Verbundnetz genannt wird und dem Konzern seinen Namen gab). Zugleich wurden Sondergesellschaften zum Bau großer Wasser- und Wärmekraftwerke gegründet. Die Anteile der Republik Österreich an diesen Sondergesellschaften wurden von der Verbund AG treuhändig verwaltet.
1955 konnte der Strombedarf in Österreich erstmals wieder ausschließlich aus heimischen Quellen gedeckt werden. Bereits 1965 musste aber aufgrund des rasanten Wirtschaftswachstums wieder Strom zugekauft werden.
Ursprünglich stand die Verbund AG entsprechend den gesetzlichen Grundlagen im hundertprozentigen Eigentum des Bundes. Mitte 1987 wurde das 2. Verstaatlichungsgesetz so novelliert, dass die Verbund AG teilprivatisiert werden konnte, wobei 51 Prozent der Anteile beim Bund verbleiben mussten. Zugleich erwarb die Verbund AG die Anteile der Republik Österreich an den Sondergesellschaften (Österreichische Donaukraftwerke AG, Österreichische Draukraftwerke AG, Tauernkraftwerke AG, Verbundkraft Elektrizitätswerke GmbH, Ennskraftwerke AG, Donaukraftwerk Jochenstein AG und Österreichisch-Bayerische Kraftwerke AG). 1988 erfolgte die Teilprivatisierung der Verbund AG im Rahmen eines Börsenganges. Dabei wurden 49 % der Aktien verkauft.
Die wohl bedeutendste Zäsur in der Geschichte der Verbund AG erfolgte 1995. In diesem Jahr trat Österreich der Europäischen Union bei, die ein Jahr später die Liberalisierung des Strommarktes startete. Um sich auf dessen völlige Öffnung vorzubereiten, konzentrierte sich die Verbund AG auf das Kerngeschäft der Erzeugung elektrischen Stroms und gab sich eine neue Struktur, wobei die Aktivitäten unter einer strategischen Holding in den Geschäftsbereichen Erzeugung, Handel, Übertragung und Beteiligungen gebündelt wurden. EU-Vorschriften forderten die gesellschaftsrechtliche Entflechtung (Unbundling) von Erzeugung und Übertragung von Strom. Zugleich trieb das Unternehmen seine Internationalisierung voran, beginnend 1999 mit Deutschland, und baute bis 2003 ohne Kündigungen mehr als die Hälfte an Personal ab.
In den 1990er Jahren kam es auch zu einer Vielzahl von wechselseitigen Beteiligungen in Österreichs Energie-Wirtschaft. So erwarben die Landesenergiegesellschaften TIWAG (Tirol) mehr als 5 % und EVN (Niederösterreich) sowie die Wiener Stadtwerke Holding AG (zu denen der Energieversorger Wien Energie gehört) mehr als 25 % des Grundkapitals. Die Verbund AG selbst beteiligte sich mit Partnern an der EVN, trennte sich jedoch 2003 wieder von diesem Aktienpaket. Wichtige Inlandsbeteiligungen der Verbund AG sind heute die Kelag-Kärntner Elektrizitäts-Aktiengesellschaft. 2012 trennte sich das Unternehmen von seinen Beteiligungen an Steweag-Steg sowie Energie Klagenfurt.
Zur Finanzierung von Restrukturierung und Expansion des Verbund-Konzerns wurden zwischen 1997 und 2000 unter anderem acht österreichische Donaukraftwerke im Rahmen eines Cross-Border-Leasing-Vertrages an eine US-amerikanische Finanzgesellschaft verleast und ohne Eigentumsübertragung zurückgeleast. 2009 wurde die Rückabwicklung möglichst aller Leasingtransaktionen beschlossen und großteils noch im selben Jahr umgesetzt.
Mitte 2005 etablierte die Verbund AG den Geschäftsbereich Vertrieb und wurde in Österreichs Endkundengeschäft mit Strom aktiv. Binnen weniger Jahre stieg das Unternehmen zum fünftgrößten Stromanbieter im Inland auf. 2007 erweiterte die Verbund AG ihre Aktivitäten um weitere erneuerbare Energieträger und begann mit großen Investitionen vor allem in Windkraft. Mitte 2009 erwarb die Verbund AG vom Energieunternehmen E.ON eine Kraftwerkskette am bayerischen Inn und stieg so zum viertgrößten Wasserkrafterzeuger Europas auf.
2013 wurden acht weitere Wasserkraftwerke von E.ON übernommen.
Im März 2020 beschloss der Aufsichtsrat, dass Michael Strugl Anfang 2021 Wolfgang Anzengruber als Vorstandsvorsitzender der Verbund AG nachfolgen soll.
Von 2017 bis 2019 war Gerhard Roiss Vorsitzender des Aufsichtsrats.

## Infrastruktur

### Leitungen
Zuständig für den Stromtransport ist in Österreich die Austrian Power Grid AG (APG), ein 100-%-Tochterunternehmen der Verbund AG. Sie betreibt das größte und leistungsfähigste Hochspannungsnetz Österreichs, das die Spannungsebenen 380 kV mit dem (unvollständigen) 380-kV-Hochspannungsring, 220 kV und 110 kV sowie mehrere Umspannwerke und Netzschaltanlagen umfasst. Da das dritte Energiemarkt-Liberalisierungspaket der Europäischen Union eine Trennung der Bereiche Stromerzeugung und -handel vom Bereich der Stromübertragung vorschreibt, wurde die APG von den anderen Konzernbereichen entflochten und mit 2. März 2012 als unabhängiger Übertragungsnetzbetreiber zertifiziert.
Das System des Bahnstroms (16,7 Hz Frequenz) besteht daneben weitgehend selbständig mit Kraftwerken und 110 kV als höchster Spannungsebene zur Versorgung der Eisenbahn.

### Stromerzeugung

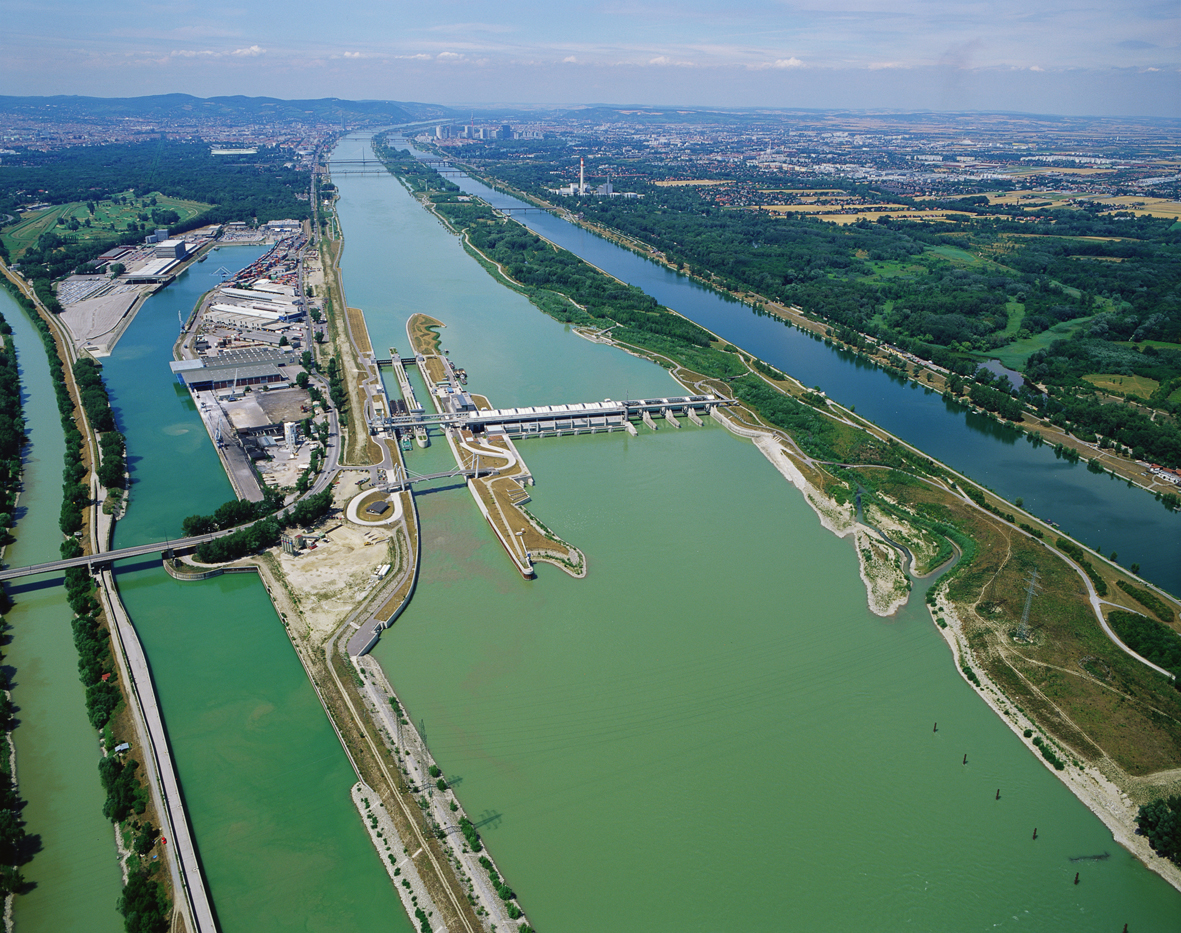
Donaukraftwerk Freudenau, 2004

VERBUND ist Österreichs führendes Stromunternehmen und einer der größten Erzeuger von Strom aus Wasserkraft in Europa. Laut eigenen Angaben werden an die 100 % der VERBUND-Stromerzeugung aus klimafreundlichen, erneuerbaren Energien gewonnen. Das Unternehmen wirbt damit, mit innovativen Produkten und energienahen Dienstleistungen für Haushalte-, Gewerbe- und Industriekunden den Weg in die saubere Energiezukunft fortzusetzen.

#### Wasserkraft
Rund vier Fünftel des Verbund-Stroms in Österreich stammen aus eigenen Wasserkraftwerken. Die Verbund AG betreibt 128 Wasserkraftwerke in Österreich: 22 Speicherkraftwerke, und 92 Laufkraftwerke. Dazu kommen Bezugsrechte an 14 weiteren Laufwasserkraftwerken. Die Anlagen befinden sich in der Alpenregion in Salzburg, Tirol, Kärnten und der Steiermark sowie entlang aller wichtiger Flüsse wie Inn, Donau, Enns, Mur und Drau. Die Verbund AG verfügt in Österreich über eine Gesamthöchstleistung aus Wasserkraftwerken von 8.215 Megawatt; die durchschnittliche Jahreserzeugung beträgt zusammengenommen 28 Mrd. kWh. Mitte 2009 wuchs die Stromerzeugung der Verbund AG aus Wasserkraft durch den Erwerb von 13 Laufwasserkraftwerken am bayerischen Inn um 7 % an: Die bayerischen Inn-Kraftwerke weisen zusammen eine Höchstleistung von 312 Megawatt und eine durchschnittliche Jahreserzeugung von 1,85 Mrd. Kilowattstunden auf.

#### Wärmekraft
Verbund betreibt zurzeit zwei mit Erdgas befeuerte Wärmekraftwerke am Standort Mellach: Das Fernheizkraftwerk Mellach sowie das Gas- und Dampfkraftwerk Mellach, die vorwiegend zur Netzstützung im Einsatz sind. Die Kohlefeuerung des Fernheizkraftwerks Mellach wurde im Frühjahr 2020 beendet. Die Kraftwerke Dürnrohr sowie Neudorf-Werndorf II wurden 2015 und 2019 bzw. 2014 geschlossen.

#### Windkraft
Die Verbund AG betreibt in Österreich 44 Windkraftanlagen mit 106 MW Gesamtleistung in Bruck an der Leitha, Hollern, Petronell-Carnuntum. 2011 ging ein 16-MW-Windpark in Bulgarien in Betrieb, der 2014 verkauft wurde. Der Windpark in Casimcea an der rumänischen Schwarzmeerküste mit 200 MW ist einer der größten Festland-Windparks Europas.

#### Stromkennzeichnung
Die österreichische Regulierungsbehörde E-Control wies für den Verbund-Konzern im 2020 veröffentlichten Stromkennzeichnungsbericht folgende Strom-Zusammensetzung aus:
| Stromlieferant                                            | Kundengruppe       | Erneuerbare Energie | Fossilenergie | Nuklearenergie | Sonstige | Herkunft                                                                                    | Umweltauswirkungen CO2 in g/kWh | Umweltauswirkungen radioaktiver Abfall in mg/kWh |
| --------------------------------------------------------- | ------------------ | ------------------- | ------------- | -------------- | -------- | ------------------------------------------------------------------------------------------- | ------------------------------- | ------------------------------------------------ |
| Verbund AG                                                | Haushalte, Gewerbe | 100 %               | 0 %           | 0 %            | 0 %      | A 100 %                                                                                     | 0                               | 0,000                                            |
| Verbund Energy4Business GmbH (ehemals Verbund Sales GmbH) | Industrie          | 53 %                | 47 %          | 0 %            | 0 %      | A 53 %, NL 35 %, I 5 %, FIN 3 %, N 2 %, DK 0,82 %, CZ 0,77 %, CH 0,49 %, F 0,22 %, D 0,03 % | 195,04                          | 0,000                                            |

## Konzernstruktur

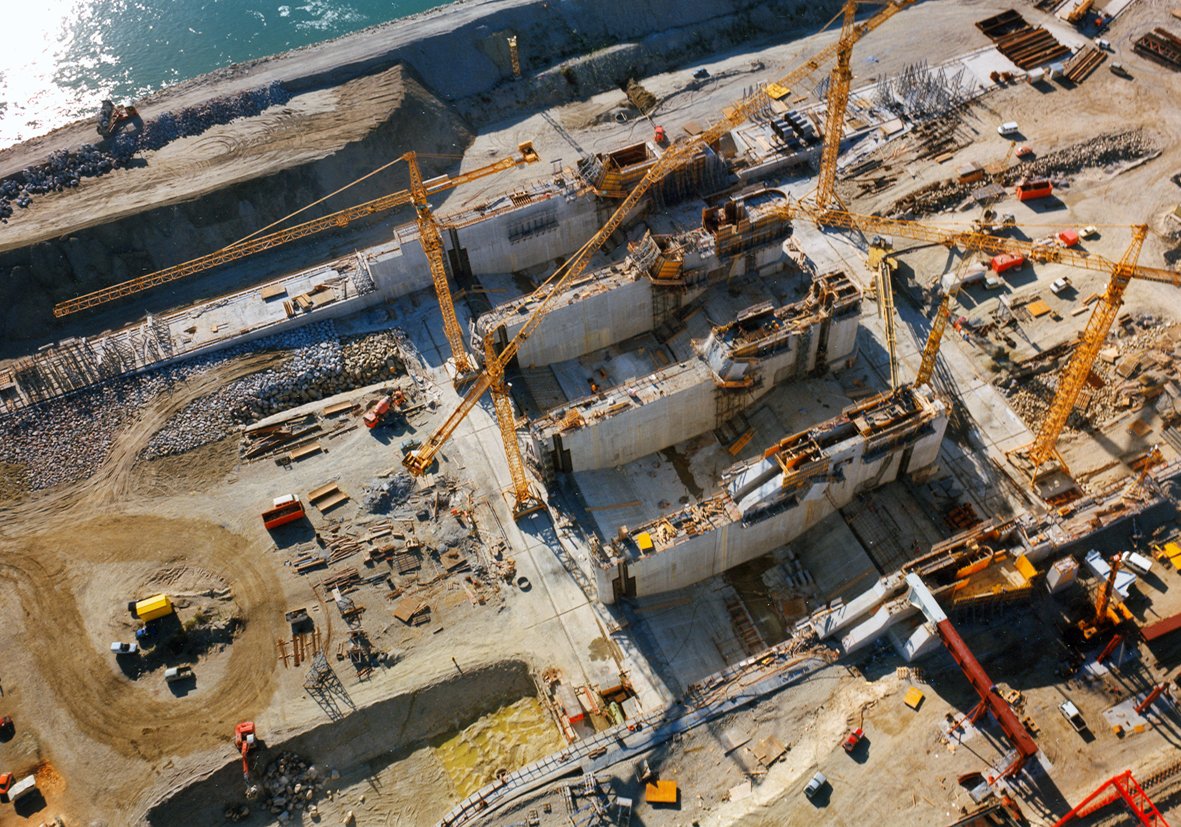
Errichtung des Donaukraftwerks Freudenau, 1994

### Geschäftsfelder und Kennzahlen
VERBUND ist Österreichs führendes Stromunternehmen und einer der größten Stromerzeuger aus Wasserkraft in Europa. Rund 96 Prozent seines Stroms erzeugt das Unternehmen aus Wasserkraft. VERBUND handelt in 12 Ländern mit Strom und erzielte 2016 mit rund 3.000 Mitarbeiterinnen und Mitarbeitern einen Jahresumsatz von rund 2,8 Mrd. Euro. Mit Tochterunternehmen und Partnern ist VERBUND von der Stromerzeugung über den Transport bis zum internationalen Handel und Vertrieb aktiv. Seit 1988 notiert VERBUND an der Börse Wien, 51 % des Aktienkapitals besitzt die Republik Österreich.

### Erzeugung und Übertragung
Die Verbund AG ist heute im Gebiet ihrer Kernkompetenz aufgestellt, den Kraftwerksgruppen und Energienetzen des österreichischen Alpenraums, mit Fokus auf Gewinnung von Wasserkraft und effiziente Energieversorgung, und enger Verknüpfung der beiden und dem gesamteuropäischen Energienetz.

### Handel und Vertrieb
Der Stromhandel stellt innerhalb des Verbund-Konzerns die Schnittstelle zwischen Erzeugung, Vertrieb und Großhandelsmarkt dar. Mehr als die Hälfte des Stromabsatzes tätigt der Konzern außerhalb Österreichs. Er ist in 12 Ländern aktiv. Die größten Absatzmärkte sind Deutschland, Frankreich und Italien. Gehandelt wird an allen wesentlichen Strombörsen Europas. Zudem werden Stadtwerke und industrielle Großkunden beliefert, und es wird mit Grünstrom- und CO2-Zertifikaten gehandelt.
Seit Juli 2005 ist die Verbund AG im Bereich Stromdirektvertrieb am liberalisierten österreichischen Markt tätig. Neben Haushalts- und Gewerbekunden wird seit Anfang 2006 auch die österreichische Industrie (Marktanteil: 25 %) beliefert. Aktuell versorgt die Verbund AG in Österreich rund 450.000 Privatkunden.

### Tochtergesellschaften
Die Verbund AG hat laut Impressum folgende Tochtergesellschaften:
- Austrian Power Grid AG (100 %, APG, Betreiber der Stromleitungen/Stromübertragung)[18]
  - VUM Verfahren Umwelt Management GmbH (100 % Tochter von Austrian Power Grid AG)
- Verbund Hydro Power GmbH (80,54 %, Wasserkraftwerke)
  - Verbund Wind Power Austria GmbH (100 % Tochter von Verbund Hydro Power GmbH)
  - Verbund Tourismus GmbH (99,9 % Tochter von Verbund Hydro Power GmbH)
- Verbund Innkraftwerke GmbH (70,266 %, Töging am Inn, 2009 13 Kraftwerke am Inn in Bayern von E.ON übernommen[19][20], 2012 um 8 Kraftwerke erweitert[21])
- Verbund Thermal Power GmbH & Co KG (100 %, für thermische Kraftwerke)
- Verbund Energy4Business GmbH (100 %)
  - Verbund Energy4Business Germany GmbH (100 % Tochter von Verbund Energy4Business GmbH)
- Verbund Energy4Customers GmbH (100 %)
- Verbund Service GmbH (100 %, Shared-Service-Organisation für kaufmännische und administrative Dienstleistungen in der Firmengruppe)[22]
- Verbund Green Power GmbH (100 %)
- Verbund Wind Power Deutschland GmbH (100 %)
- Verbund Wind Power Romania SRL (100 %)

### Beteiligungen
Die Verbund AG ist in wichtigen Strommärkten Europas engagiert. Aus dem Joint Venture EnerjiSA in der Türkei (50 % seit 2007), das 1996 von der Sabanci-Holding gegründet wurde, die ebenfalls 50 Prozent hält. zog sich die Firma 2012 zurück (Assetswap mit E.ON gegen die bayerischen Innkraftwerke).
In Frankreich hielt die Verbund AG bis Sommer 2011 44,8 % am börsennotierten Energieunternehmen Poweo; daneben hielt die Verbund AG bis 2014 zwei Gaskraftwerke (in Pont-sur-Sambre und Toul). Aus der Steweag-Steg zog sich die Verbund AG ebenfalls 2012 zurück.
Weitere Beteiligungen der Verbund AG im Inland sind:
- Energie AG Oberösterreich (5,20 %)[24]
- Ennskraftwerke AG (50 %)[25]
- Gas Connect Austria GmbH (51 %)[26]
- Kelag (35,17 %)[27]

## Aktionärsstruktur und Aktie
Die Verbund AG notiert an der Wiener Börse und ist im Leitindex ATX gelistet. Die Aktie wird im Aktienindex für erneuerbare Energien (RENIXX) geführt und zeitweise auch im RENIXX-World. Die Aktionärsstruktur war 2017 wie folgt:
- Republik Österreich: 51 Prozent
- Syndikat EVN AG und Wiener Stadtwerke: Mehr als 25 Prozent
- TIWAG: Mehr als 5 Prozent
- Streubesitz: Weniger als 20 Prozent

## Kritik
Die österreichische Nichtregierungsorganisation Umweltdachverband vergab wiederholt die „Uran-“ bzw. die „Atombirne“ an die Verbund-Austrian Power Sales, die Vertriebstochter der Verbund AG. Laut Umweltdachverband gehöre die Verbund-Austrian Power Sales GmbH zu den „größten Dreckschleudern der Republik 2010“.
Im Besonderen wird die „doppelbödige Kommunikation“ kritisiert, da die Verbund AG mit Strom aus sauberer Wasserkraft werbe und einen importierten Strom, der zu 30 % Atomstrom enthält, verkaufe. Sie beruft sich auf den Stromkennzeichnungsbericht 2010 der Energie-Control, laut dem die Verbund-Austrian Power Sales 83 % der verkauften Energie aus dem UCTE-Mix bezog, der seinerseits einen Atomstromanteil von 30 % hat.
2012 kritisierte Greenpeace den Verbund-Konzern dafür, dass er physikalische Stromflüsse und Stromkennzeichnung bewusst vermischt, um den Eindruck zu erwecken, der von der Verbund Sales GmbH verkaufte Strom stamme überwiegend aus heimischer Erzeugung, obwohl dies nicht mit entsprechenden Herkunftsnachweisen belegt werden konnte.
Hanno Settele berichtet in Die Teuerungsgewinnler – Wer jetzt reich wird!, DOK1, ORF-TV, am 22. März 2023, dass der Gewinn des Verbund-Konzerns 2021 und 2022 eklatant gestiegen ist:
- Jahr: Gewinn/Mio. €
- 2012: 389
- 2013–2019: jeweils um 400
- 2020: 631
- 2021: 874
- 2022: 1717 (vorläufiger Wert?)[34]

## Sonstiges
Seit 2004 besitzt das Unternehmen mit der Sammlung Verbund eine eigene Kunstsammlung zeitgenössischer internationaler Objekte von 1970 bis heute.
2009 initiierte die Verbund AG gemeinsam mit der Caritas Österreich einen Stromhilfefonds, den er mit 1 Euro pro Privatkunde pro Jahr speist. Dieser unterstützt Menschen mit unterdurchschnittlichen Einkommen u. a. mit finanziellen Überbrückungshilfen sowie Energieberatungen.
Über das Tochterunternehmen Verbund-Tourismus GmbH bewirbt die Verbund AG ihre Kraftwerke sowie die im Einzugsgebiet gelegenen Landschaften (Kaprun, Maltatal, Zillertal) als Ausflugsziele.